# Подношение (буддизм)

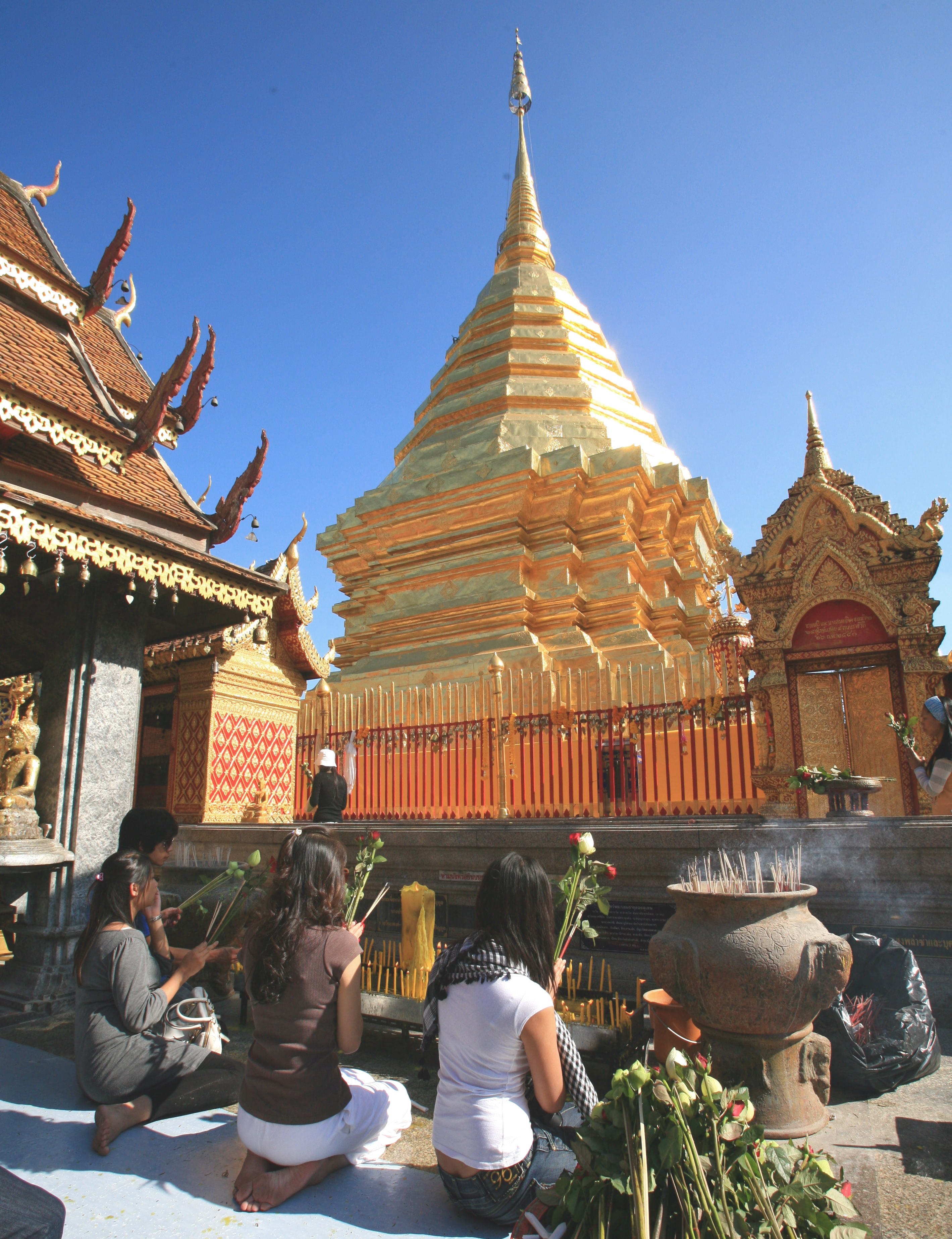
Верующие делают подношения ладана, цветов и свечей ступе в Ват Дой Сутхеп, Чиангмай, Таиланд

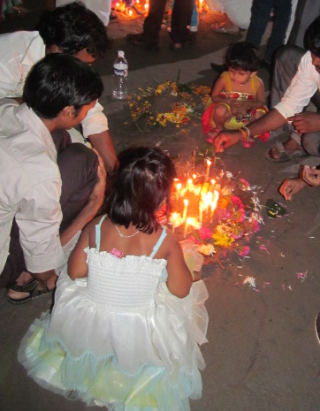
Подношение в.

В буддизме символические подношения приносят Тройной драгоценности, порождая созерцательную благодарность и вдохновение. Обычно подносят простые предметы, такие как зажжённая свеча или масляная лампа, благовония, цветы, еда, вода или напитки. Подношения должны быть чистыми, новыми и добытыми честным путём
.
В традиционной буддийский доктрине о карме и перерождении подношения способствуют накоплению заслуг, что приводит к:
- хорошему перерождению в цикле рождения и смерти (пали vattagamini-kusala)
- продвижению на пути к освобождению от страданий (пали vivattagamini-kusala)

Подношение часто служит подготовкой к медитации.

## Практики Тхеравады
Материальные подношения взращивают щедрость (пали dāna) и добродетель (пали sīla). Этот акт также выражает почтение Тройной драгоценности (Будде, Дхарме и сангхе), углубляя приверженность пути Будды. Например, традиционные песнопения (на родном языке и на пали), подношение зажжённых свечей (пали padīpa pūjā) и благовоний (пали sugandha pūjā) изображению Будды:
| пали Ghanasārappadittena dīpena tamadhaṃsinā    | Светом пылающей камфоры, устраняющей тьму,                                               |
| пали Tilokadīpaṃ sambuddhaṃ pūjayāmi tamonudaṃ  | я выражаю почтение просветителю трёх миров, постигшему, рассеивающему тьму (невежества). |
| пали Sugandhikāya vadanaṃ ananta guṇa gandhinaṃ | Тому, чьё тело и лицо благоухает, от которого исходит запах бессчётных благих качеств,   |
| пали Sugandhināhaṃ gandhena pūjayāmi tathāgataṃ | я подношу эти благовония благоухающему — Татхагате (Будде).                              |

Аналогично в традиционных палийских стихах говорится «благоухающем теле Будды и благоухающем лице с бесконечными добродетелями».
Размышляя о подношении, человек ощутимо видит непостоянство жизни (пали anicca), одну из трех характеристик всех вещей, о которых Будда призывал памятовать. Например, конец традиционной декламации при подношении цветов (пали puppha pūjā) к образу Будды:
| пали Pūjemi buddhaṃ–kusumenanena puññena–metena ca hotu mokkhaṃ | Я почитаю Будду этими цветами, пусть благодаря этому благодеянию я обрету освобождение. |
| пали Pupphaṃ milāyāti yathā idamme kāyo tathā yāti vināsabhāvaṃ | Как вянут эти цветы, так и это моё тело подвержено разрушению.                          |

## Практики Махаяны

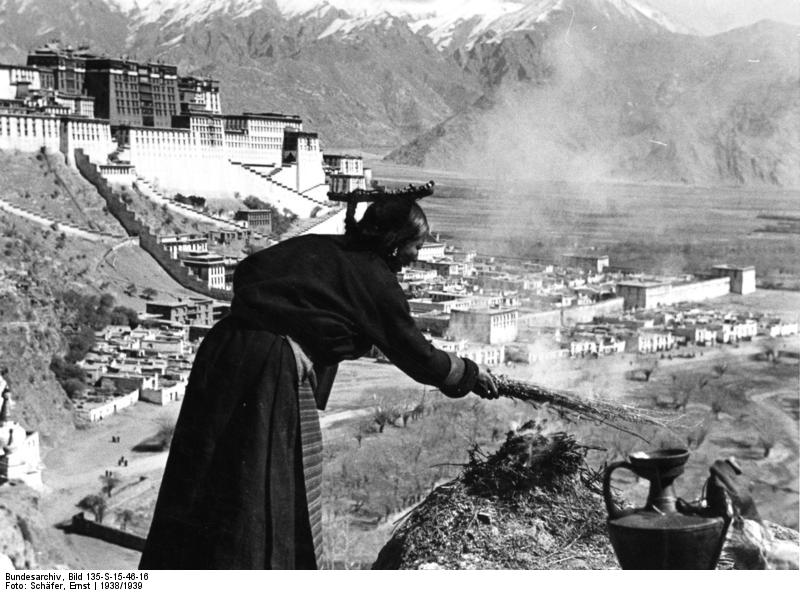
Возжигание благовоний перед Поталой, 1939

В Махаяне материальные подношения могут быть наполнены следующей символикой:
- зажигание свечи или масляной лампы олицетворяет свет мудрости, освещающий тьму невежества
- сжигание благовоний представляет собой благоухающий аромат нравственного поведения
- цветы олицетворяют собой стремление достичь тела Будды с тридцатью двумя характеристиками, а также учение о непостоянстве. С другой стороны, стих дзен выражает желание «цветков ума расцветать весной просветления»[1].
- еда, фрукты, вода и напитки представляют нектар Дхармы и желание достичь её[источник не указан 1340 дней].

В северном буддизме перед священными образами ставят:
- воду (для умывания лица и ног, символизирует гостеприимство)
- шарфы (тиб. ха-бтагс, предложение дружбы)
- цветы, благовония, лампы, духи и еду (с посвящением всех чувств практикующего духовной практике)[1].

## Нематериальные подношения
В некоторых традициях выделяются два разных типа подношений:
- материальные или гостеприимные подношения (пали amisa-puja[7] или пали sakkara-puja[4])
- подношения совершаемой практики (пали patipatti-puja[4][7])

В этом контексте материальные предложения считаются внешними подношениями «слов и дел».
Подношения практики включают:
- дану (пали dāna)
- нравственное поведение (пали sīla)
- медитацию (пали samādhi)
- мудрость (пали pañña)[4][12]

В Палийском каноне Будда объявил подношения практики «лучшим способом почитания Будды» и «высшим» подношением. Это прежде всего внутреннее подношение для умственного развития (пали citta, bhāvanā, samādhi).